# Хумор
Хуморът е ефект, при който способността или качеството на хора, обекти или ситуации поражда чувства на развеселеност и смях у други хора. Терминът включва форма на развлечение или комуникация между хора, която предизвиква такива чувства.
Може в определени случаи да бъде предизвикван чрез ирония, хипербола, стереотипи, игра на думи, оксиморон, пресилени или неочаквани жестове и движения, имитиране на някого и др.
Терминът произлиза от хуморната медицина на древните гърци, според която съчетание от течности известни като хумори (на гръцки: χυμός, chymos, буквално: сок, метафорично: вкус) контролират човешкото здраве и емоции.

## Производни
Чувство за хумор е способността на човек умишлено да създава хумор, както и да разбира такъв предизвикан от други. Степента, до която човек намира определено нещо за хумор, зависи от много фактори, включително географско местоположение, култура, зрялост, ниво на образование и контекст. Например малките деца предпочитат клоунада, докато сатирата обикновено разчита повече на разбиране на целта на хумора и затова е насочена повече към по-зряла публика.
Черен хумор (използван в черната комедия) е хумор, в който теми, които нормално се третират сериозно, като смърт, убийства, болести, лудост, ужаси, употреба на наркотици, изнасилване, война и т.н. се третират хумористично или сатирично.

## В България
Хуморът е широко застъпен в българския фолклор: народните песни, приказките, анекдотите и поговорките. Сред най-известните герои на народните хумористични разкази са българинът Хитър Петър, турчинът Настрадин Ходжа, тримата глупаци и др.
За българска столица на хумора се смята град Габрово, където през 1972 г. е създаден Домът на хумора и сатирата.